# Villa trifida
Villa trifida är en tvåvingeart som beskrevs av Hall 1976. Villa trifida ingår i släktet Villa och familjen svävflugor. Inga underarter finns listade i Catalogue of Life.